# Богатенское сельское поселение
Бога́тенское се́льское посе́ление — муниципальное образование в составе Ивнянского района Белгородской области.
Административный центр — село Богатое.

## История
Богатенское сельское поселение 20 декабря 2004 года в соответствии с Законом Белгородской области № 159.

## Население
| 2010 | 2011 | 2012 | 2013 | 2014 | 2015 | 2016 | 2017 | 2018 |
| ---- | ---- | ---- | ---- | ---- | ---- | ---- | ---- | ---- |
| 752  | ↘750 | ↘740 | →740 | ↘722 | ↘697 | ↘681 | ↘678 | ↘663 |
| 2019 | 2020 | 2021 |      |      |      |      |      |      |
| ↘638 | ↘632 | ↗724 |      |      |      |      |      |      |

## Состав сельского поселения
| № | Населённый пункт   | Тип населённого пункта       | Население |
| - | ------------------ | ---------------------------- | --------- |
| 1 | Богатое            | село, административный центр | ↘531      |
| 2 | Новосёловка Вторая | село                         | ↘221      |

## Экономика
Большая часть населения занята сельским хозяйством. На территории поселения находится 289 подворий.